# А (река, впадает в Северное море)
А, ранее — Аа (фр. Aa) — река на севере Франции, в регионе О-де-Франс. Длина — 89 км. Площадь водосборного бассейна — 1215 км².

## Гидрография
Река начинается на высоте около 120 м над у. м., в 25 км восточнее побережья Ла-Манша, в муниципалитете Бурт департамента Па-де-Кале. Извиваясь по холмистому рельефу регионального природного парка Кап-э-Маре-д’Опаль, река А течёт в северо-восточном направлении до Сент-Омера. После этого начинается искусственно выпрямленное нижнее течение реки — канал А. Через 10 км канал растворяется в небольшом прибрежном болоте. Преодолев болото в северо-восточном направлении, река впадает в Северное море около города Гравлин в департаменте Нор, в 89 км от истока. По каналу А проходит граница между двумя департаментами, местами по речной дамбе, местами по самой реке.
Зимний паводок на реке с декабря по март включительно (максимум в январе-феврале). Самый низкий уровень воды приходится на период с июля по сентябрь включительно.

## Судоходство
У городка Арк река А встречается с каналом Нёффосе и некоторое время течёт параллельно ему. Далее вниз по течению у Сент-Омера канализированное русло реки становится составной частью большого судоходного канала Дюнкерк-Шельда. Соединение с каналом Нёффосе осуществляется посредством большого шлюза. Он поднимает и опускает корабли на 13 м. В 1967 новый шлюз заменил старый судоподъёмник «Фонтинетт», являющийся в настоящее время музеем.

## История
Река получила некоторую известность во время Французской кампании вермахта в годы Второй мировой войны. 24 мая 1940 Гитлер отдал странный и до сих пор непонятный приказ танковым дивизиям Гудериана и Рейнгардта остановиться на левом берегу канала А, на линии Сент-Омер — Гравлин при довольно успешном общем наступлении 4-й армии фон Клюге (Группа армий «A») на позиции англо-французских войск под Дюнкерком. Наступление возобновилось 26 мая, но самый благоприятный момент для окружения английского экспедиционного корпуса был упущен. Вследствие этого стало возможным проведение британским командованием спасательной операции «Динамо» по эвакуации окружённых военных. Всего было спасено 338 226 человек, среди которых, как потом оказалось, было около 90 тыс. французов.
Несмотря на приказ фюрера от 24 мая 1940 года, командир дивизии СС «Адольф Гитлер» Йозеф Дитрих переправился через канал А и взял на противоположном правом берегу высоту Монваттан (71 м), которая обеспечивала господство над равнинной местностью. Гейнц Гудериан одобрил эту операцию, но только ретроспективно — в своих мемуарах.

## Население и экология
На берегах реки расположены Фокамберг, Лёмбр, Эскерд, Визерн, Бландек, Арк, Сент-Омер, Ваттан, Гравлин, Гран-Фор-Филипп. Река значительно загрязнена промышленными сбросами.
Устье реки А, где она приобретает вид канала, любил изображать в своих картинах французский художник Жорж Сёра́.